# Karl Wolfien
Karl Wolfien (* 3. April 1906; † 4. Juli 1968) war ein Offizier in der Luftwaffe der Wehrmacht und später der Luftwaffe der Bundeswehr. Er ging als Brigadegeneral in den Ruhestand.

## Leben
Wolfien trat in die Luftwaffe der Wehrmacht ein und kam später am 23. November 1937 zur I. Gruppe des Kampfgeschwaders 155 nach Giebelstadt, welches im Februar 1938 das Kampfgeschwader 158 wurde. Von dort aus wurde er zur Höheren Luftwaffenschule Berlin-Gatow versetzt und nahm hier am 5. Generalstabslehrgang teil. Nach Abschluss des Lehrgangs und der Rückkehr der Kampfgruppe 88 nach Spanien wurde Hauptmann Wolfien zur 2. Staffel der Kampfgruppe 88, die Teil der Legion Condor war und am Spanischen Bürgerkrieg teilnahm, kommandiert. Hier; im Februar 1938 in Spanien angekommen; war er vom Dienstgrad höher als der Staffelkapitän, Oberleutnant Rolf Schröter. Ende März 1938 übernahm Wolfien dann die Staffel.
Am 31. August 1938 wurde er Staffelkapitän einer Staffel des Kampfgeschwaders 157, welche im Mai 1939 zum Kampfgeschwader 27 wurde. Anfang 1939 übernahm er dann die 4. Staffel des Kampfgeschwader 355, ab 1. Mai 1939 umbenannt in Kampfgeschwader 53. Nachdem er Anfang 1940 zum Major befördert worden war, führte er die 2. Staffel dieses Geschwaders in den am 10. Mai 1940 beginnenden Westfeldzug. Hier überlebte er am 14. Mai 1940 eine Kollision seiner Heinkel He 111 mit einem anderen Flugzeug. Am 1. Juni 1940 übernahm er als Gruppenkommandeur die III. Gruppe des Kampfgeschwaders 26, bevor er am 29. März 1941 Gruppenkommandeur der II. Gruppe der Großen Kampffliegerschule 2 in Faßberg, einem reinen Ausbildungsverband und ab Mitte August 1942 Kampfbeobachterschule 2, wurde. In dieser Position wurde er am 1. April 1942 zum Oberstleutnant befördert. Am 30. Juli 1943 kam er zur Luftflotte 4, die ihn im Stab des Feldluftgaukommando XXV einsetzte. Dieses war zu dieser Zeit im Süden der Sowjetunion eingesetzt. Nachdem ihn am 1. Juli 1944 die Beförderung zum Oberst erreichte, übernahm er am 15. Oktober 1944 das Amt eines Zweiten Generalstabsoffiziers des I. Fliegerkorps. In dieser Funktion erlebte er das Kriegsende.
Im Jahre 1956 trat er in die Luftwaffe der Bundeswehr ein und war, ab 1961 als Brigadegeneral, von 1. April 1960 bis 31. März 1963 Leiter des Materialamtes der Luftwaffe. Am 30. September 1963 ging er in den Ruhestand.